# Riccardo Lamba
Mons. Riccardo Lamba (* 30. listopadu 1956 Caracas) je italský římskokatolický duchovní a arcibiskup Udine.

## Život
Narodil se 30. listopadu 1956 ve venezuelském Caracasu. Jeho rodina je původem z Castellammare di Stabia a od roku 1968 žili v Římě.
Po střední škole studoval medicínu a specializaci v chirurgii na Katolické univerzitě Nejsvětějšího Srdce. Roku 1983 vstoupil do Papežského římského většího semináře a teologické vzdělání získal na Papežské univerzitě Gregoriana. Dne 6. května 1989 byl kardinálem Ugem Poletti vysvěcen na kněze a inkardinován do diecéze Řím. Po vysvěcení působil jako asistent kněžského semináře a jako asistent fakulty medicíny Katolické univerzity Nejsvětějšího Srdce.
Před jmenováním biskupem sloužil v římských farnostech S. Anselmo alla Cecchignola, Divino Lavoratore a San Ponziano. Dne 27. května 2022 jej papež František jmenoval pomocným biskupem diecéze Řím a titulárním biskupem z Medeli. Biskupské svěcení přijal 29. června z rukou kardinála Angela De Donatis a spolusvětiteli byli kardinál Francesco Montenegro a arcibiskup Augusto Paolo Lojudice.
Dne 23. února 2024 byl ustanoven metropolitním arcibiskupem Udine a 29. června stejného roku obdržel od papeže pallium.